# Volleybalclub Rembert Torhout
Volleyclub Rembert Torhout is een Belgische volleybalclub uit Torhout. 

## Geschiedenis
Volleyclub Rembert Torhout Heren begon in de lagere provinciale reeksen. In 1960/61 werd de club daar meteen kampioen en promoveerde naar tweede. De volgende jaren won Torhout zijn reeks niet, maar eindigde toch telkens op een promotieplaats, en promoveerde in 1963 zo van Eerste Provinciale naar Derde Nationale. Na twee seizoenen werd men in 1964/65 ook daar kampioen; het seizoen erna werd dit in Tweede Nationale herhaald en zo zat de club in 1966 na zes jaar in Eerste Nationale. De eerste seizoenen verliepen iets moeizamer, maar reeds in 1968/69 eindigde men op een tweede plaats.
De club was dat seizoen echter succesvol in de Beker van België, en herhaalde dit de volgende twee jaar. In 1972/73 werd het team voor het eerst kampioen. Daarna ging het echter weer bergaf en in 1978 degradeerde men weer. Het jaar erop werd de Ereafdeling opgericht, waartoe Torhout zou kunnen toetreden dankzij reekswinst en promotie in 1983. Vanaf halverwege de jaren 80 was Torhout weer succesvol in de Beker van België. In 1989/90 won men dan voor het eerst de titel in de Ereklasse. Torhout had de reguliere competitie gewonnen en verdiende dan ook in de play-offs de titel. 
De volgende jaren was Torhout weer enkele malen succesvol in de Beker van België en ook in Europa werd het team succesvol. In 1991/92 bereikte men de Final Four in Europabeker II, waar men vierde eindigde. De komende jaren eindigde men nog enkele malen goed in de competitie en kon men nog enkele malen naar Europa, maar op het eind van de jaren 90 werden de resultaten geleidelijk aan minder. Torhout was geen topclub meer, kreeg ook meer moeite met het aantrekken van sponsors en kreeg in de provincie ook te maken met concurrentie van topper Knack Roeselare. Ook Menen had Torhout voorbij gestoken. Na het seizoen 2005/06 besloot men dan om in vereffening te gaan. PNV Waasland zou het volgende seizoen de vrijgekomen plaats in de competitie innemen. Een jeugdploeg met de naam Rembert Torhout bleef bestaan in de stad. Momenteel heeft de club opnieuw een seniorenteam in 1e nationale.

## Palmares
- Landskampioen: 1973 en 1990
- Bekerwinnaar: 1969, 1970, 1971, 1988 en 1995

## Bekende (ex-)spelers
- Emiel Bogemans
- Guy Claerman
- Ben Croes
- Arek Czapor
- Philippe De Cock
- Miralem Dedović
- Stijn Dejonckheere
- Dirk Devlieger
- Anja Duyck
- Bert Fiems
- György Grózer
- Danny Janssens
- Maciej Jarosz
- Sacha Koulberg
- Jaroslav Kubišta
- Geert Lefevere
- Julien Lemay
- Roger Maes
- Andrzej Martyniuk
- Seppe Rotty
- Émile Rousseaux
- Eddy Stoelen
- Jurgen Vandenweghe
- Paul Vanderhallen
- Geert Van der Straeten
- Jan Van Huffel
- Filip Van Huffel
- Wouter Verhelst
- Kurt Verleene
- Kris Vermeersch
- Grzegorz Wagner
- Bart Wuyts